# Rhabdopsora
Rhabdopsora — рід грибів родини Verrucariaceae. Назва вперше опублікована 1888 року.

## Класифікація
Згідно з базою MycoBank до роду Rhabdopsora відносять 2 офіційно визнані види:
- Rhabdopsora platyspora
- Rhabdopsora polymorpha